# Lucius Iwejuru Ugorji
Lucius Iwejuru Ugorji (ur. 13 stycznia 1952 w Naze) – nigeryjski duchowny rzymskokatolicki, w latach 1990–2022 biskup Umuahia, arcybiskup metropolita Owerri od 2022.